# Pollicipes
Pollicipes (syn. Mitella) is een geslacht van rankpootkreeften, het eerst beschreven door William Elford Leach in 1817. Het geslacht omvat vijf soorten. Het zijn allen filtervoeders.

## Soorten
- Pollicipes mitella (Linnaeus, 1758)
- Pollicipes pollicipes (Gmelin, 1789)
- Pollicipes elegans (Lesson, 1831)
- Pollicipes polymerus (Sowerby, 1833)
- Pollicipes caboverdensis Fernandes, Cruz & Van Syoc, 2010